# Rajd Kwiatów 1965
Rajd Kwiatów 1965 (5. Rallye dei Fiori) – 5 edycja rajdu samochodowego Rajd dei Fiori rozgrywanego we Włoszech. Rozgrywany był od 25 do 28 lutego 1965 roku. Była to druga runda Rajdowych Mistrzostw Europy w roku 1965.

## Klasyfikacja rajdu
| Miejsce                | Kierowca               | Pilot                  | Samochód                   | Czas                   | Strata                 |                        |
| Klasyfikacja generalna | Klasyfikacja generalna | Klasyfikacja generalna | Klasyfikacja generalna     | Klasyfikacja generalna | Klasyfikacja generalna | Klasyfikacja generalna |
| ---------------------- | ---------------------- | ---------------------- | -------------------------- | ---------------------- | ---------------------- | ---------------------- |
| 1.                     | Leo Cella              | Sergio Gamenara        | Lancia Fulvia 2C           | 6:58                   | 0.0                    |                        |
| 2.                     | Luigi Taramazzo        | Romano Ramoino         | Lancia Flavia Coupé        | 7:05                   | +7                     |                        |
| 3.                     | Berndt Jansson         | Gunnar Liljedahl       | Renault 8 Gordini          | 7:53                   | +55                    |                        |
| 4.                     | Giorgio Pianta         | Carlo Scarambone       | Lancia Flavia Sport Zagato | 8:34                   | +1:36                  |                        |
| 5.                     | Gian Piero Raffa       | Angelo del Monte       | Lancia Fulvia 2C           | 10:22                  | +3:24                  |                        |
| 6.                     | Sylvia Österberg       | Siv Sabel              | Volvo 122 S                | 10:41                  | +3:43                  |                        |
| 7.                     | Georges Nicolas        | Francis Piet Latandrie | Renault 8 Gordini 1100     | 10:46                  | +3:48                  |                        |
| 8.                     | Zeffirino Filippi      | Aristide Panzironi     | Lancia Flavia Sport Zagato | 11:11                  | +4:13                  |                        |
| 9.                     | Enzo Martoni           | Felice Monti           | Lancia Fulvia 2C           | 11:15                  | +4:17                  |                        |
| 10.                    | Dino Morazzoni         | Renato Mona            | Lancia Fulvia 2C           | 11:24                  | +4:26                  |                        |